# Sid Spindler
Siegfried Emil „Sid“ Spindler (* 9. Juli 1932 in Łódź; † 1. März 2008 in Melbourne) war ein australischer Politiker (Demokraten).

## Leben
Sid Spindler wurde als Kind deutscher Eltern in Polen geboren. 1949 wanderte er im Alter von 17 Jahren nach Australien aus. Dort gründete er ein Malerei- und Dekorationsbetrieb und konnte einen juristischen Abschluss erlangen. Von 1981 bis 1986 war er als Berater für den Politiker Don Chipp tätig und wurde 1990 in den australischen Senat gewählt.
Spindler war 1990 bis 1996 Mitglied im Senat. In seiner Zeit als Abgeordneter setzte er sich stark für die Rechte der Aborigines, Einwanderer, Gefängnisinsassen und gleichgeschlechtliche Paare ein. Er engagierte sich auch gegen Kinderarbeit. Geprägt war seine Mitgliedschaft im Senat aber auch von zwei Skandalen. 1991 musste Janet Powell von der Führung der Demokratischen Partei zurücktreten, nachdem eine Affäre zwischen ihr und Spindler bekannt wurde. 1996 wurde Spindler von Jeff Kennett öffentlich aufgefordert sich für seine jugendliche Mitgliedschaft in der Hitlerjugend zu entschuldigen.
2002 gründete er eine Stiftung, die Kinder von Aborigines beim Studium unterstützen soll.
Er starb 2008 an Leberkrebs.

## Familie
Er war verheiratet und hatte vier Kinder.